# Iustin Iwlianowitsch Dschanelidse
Iustin Iwlianowitsch Dschanelidse (georgisch იუსტი ივლიანე ჯანელიძე; russisch Иустин Ивлианович Джанелидзе/Iustin Ivlianowitsch Dschanelidse, wiss. Transliteration Iustin Ivlianovič Džanelidze; * 20. Julijul. / 1. August 1883greg. in Samtredia, Gouvernement Kutaissi, Russisches Kaiserreich; † 14. Januar 1950 in Leningrad (jetzt Sankt Petersburg), UdSSR) war ein russischer und sowjetischer Chirurg, Transplanteur und Facharzt für Kardiologie. Er lieferte bedeutende Arbeiten auf den Gebieten Kollateralkreislauf, Unfallchirurgie und Hauttransplantation. Er erhielt den Stalinpreis (1950), den Titel „Held der sozialistischen Arbeit“, zweimal den Leninorden und den Orden des Roten Sterns.

## Leben
Iustin Dschanelidse wurde am 1. August 1883 in einer bäuerlichen Familie geboren. Er verbrachte seine Kindheit und Schulzeit im westlich von Kutaissi gelegenen Samtredia. Dschanelidse studierte ab 1903 an der medizinischen Fakultät der Universität Charkiw, wurde aber entlassen mit der Begründung, dass er 1905 an Studentenunruhen zu Zeiten der Russischen Revolution 1905 teilgenommen habe. In demselben Jahr zog er nach Genf, um an der dortigen Universität zu studieren. Nach dem Abschluss des Studiums stellte er seine Dissertation Zur Frage von Teratomen und Hodentumoren fertig.
1910 kehrte er nach Russland zurück, legte die Staatsprüfung an der Moskauer Universität ab, wodurch er Arzt werden konnte. 1911 bestätigte er den Status des Inhabers der Doktorwürde an der Petersburger Medizinisch-Chirurgischen Akademie (jetzt Militärmedizinische Akademie S. M. Kirow). Von 1911 bis 1914 unterrichtete Dschanelidse am Institut für Chirurgie am Krankenbett der Sankt Petersburger femininen medizinischen Hochschule. Seit 1913 führte er Herzoperationen durch. Im Ersten Weltkrieg wurde er in den Rang eines Unterarztes eines feldmarschmäßigen Krankenzuges erhoben. Nach dem Krieg wechselte er in das Institut für Allgemeinchirurgie der Petrograder medizinischen Hochschule. 1921 leitete er das Institut für Allgemeinchirurgie und wurde zum Professor gewählt. Seit 1932 arbeitete Dschanelidse als wissenschaftlicher Berater am wissenschaftlichen Forschungsinstitut für Bereitschaftsdienst.
1935 wurde er zum Chefchirurgen in der sowjetischen Marine gewählt. Im Zweiten Weltkrieg leistete er chirurgische Hilfe bei Verwundeten. 1946 besuchte er die Vereinigten Staaten. Dschanelidse wurde im Januar 1950 auf dem Leningrader Wolkowo-Friedhof begraben.